# Redemptoris missio
Redemptoris missio est une encyclique du pape Jean-Paul II sur la valeur permanente du précepte missionnaire publiée le 7 décembre 1990.

## Plan de l'Encyclique
- Bénédiction
- Introduction

- Chapitre I Jésus Christ, L'Unique Sauveur
- « Nul ne vient au Père que par moi » (Jn 14, 6)
- La foi au Christ est proposée à la liberté de l'homme
- L'Église, signe et instrument du salut
- Le salut est offert à tous les hommes
- « Nous ne pouvons pas nous taire » (Ac 4, 20)

- Chapitre II Le Royaume de Dieu
- Le Christ rend présent le Royaume
- Caractéristiques et exigences du Royaume
- Le Royaume de Dieu est accompli et proclamé dans la Personne du Ressuscité
- Le Royaume en rapport avec le Christ et l'Église
- L'Église au service du Royaume

- Chapitre III L'Esprit Saint, protagoniste de la mission
- L'envoi «jusqu'aux extrémités de la terre» (Ac 1, 8)
- L'Esprit guide la mission
- L'Esprit rend toute l'Église missionnaire
- L'Esprit est présent et agissant en tout temps et en tout lieu
- L'action missionnaire n'en est qu'à ses débuts

- Chapitre IV Les horizons immenses de la mission « Ad Gentes »
- Une situation religieuse complexe et mouvante
- La mission « ad gentes » garde sa valeur
- À tous les peuples, malgré les difficultés
- Les domaines de la mission « ad gentes »
- a) Les territoires
- b) Mondes nouveaux et phénomènes sociaux nouveaux
- c) Aires culturelles ou aréopages modernes
- Fidélité au Christ et promotion de la liberté humaine
- Orienter l'attention vers le Sud et vers l'Est

- Chapitre V Les voies de la mission
- La première forme d'évangélisation est le témoignage
- La première annonce du Christ Sauveur
- Conversion et baptême
- Fondation d'Églises locales
- Les « communautés ecclésiales de base », force d'évangélisation
- Incarner l'Évangile dans les cultures des peuples
- Le dialogue avec les frères d'autres religions
- Promouvoir le développement en éduquant les consciences
- La charité, source et critère de la mission

- Chapitre VI Les responsables et les agents de la pastorale missionnaire
- Les premiers responsables de l'activité missionnaire
- Missionnaires et Instituts « ad gentes »
- Prêtres diocésains pour la mission universelle
- La fécondité missionnaire de la consécration
- Tous les laïcs sont missionnaires en vertu de leur baptême
- L'activité des catéchistes et la variété des ministères
- La Congrégation pour l'Évangélisation des Peuples et les autres structures de l'activité missionnaire

- Chapitre VII La coopération à l'activité missionnaire
- Prière et sacrifices pour les missionnaires
- « Me voici, Seigneur, je suis prêt. Envoie-moi ! » (cf. Is 6, 8)
- « Il y a plus de bonheur à donner qu'à recevoir » (Ac 20, 35)
- Nouvelles formes de coopération missionnaire
- Animation et formation missionnaires du Peuple de Dieu
- La responsabilité première des Œuvres pontificales missionnaires
- Non seulement donner à la mission, mais aussi recevoir
- Dieu prépare un nouveau printemps de l'Évangile

- Chapitre VIII La spiritualité missionnaire
- Se laisser conduire par l'Esprit
- Vivre le mystère du Christ « envoyé »
- Aimer l'Église et les hommes comme Jésus les a aimés
- Le véritable missionnaire, c'est le saint

- Conclusion